# Unterseeboot 11 (1910)
Pour les articles homonymes, voir Unterseeboot 11.
Le sous-marin allemand Unterseeboot 11 (Seiner Majestät Unterseeboot 11 ou SM U-11) de type U 9 a été construit par la Kaiserliche Werft de Dantzig, et lancé le 2 avril 1910 pour une mise en service le 21 septembre 1910. Il a servi pendant la Première Guerre mondiale sous pavillon de la Kaiserliche Marine.

## Histoire
Le 9 décembre 1914, le SM U-11 quitte le port de Zeebrugge pour un voyage en territoire ennemi. Le déroulement des événements n'est pas exactement connu. Il est probable que la collision avec une mine d'une barrière britannique a causé la perte totale du sous-marin. Les 29 membres de l'équipage, y compris le commandant von Suchodoletz, ont été tués. L'épave du SM U-11 a ensuite été retrouvée à la position géographique de 51° 06′ N, 1° 29′ O dans le détroit de Douvres, mais n'a pas été remontée. Comme causes possibles de naufrage sont également mentionnés un accident dû à une erreur humaine ou des défauts techniques.

## Commandement
- Kapitänleutnant Ferdinand von Suchodoletz du 1er août 1914 au 9 décembre 1914

## Affectations successives
- Flotille I du 1er août 1914 au 9 décembre 1914

## Patrouilles
Le SM U-11 a participé à 2 patrouilles de guerre

## Navires coulés
Le SM U-11 n'a ni coulé, ni endommagé de navire ennemi pendant son service actif.

### Source
- (en) Cet article est partiellement ou en totalité issu de l’article de Wikipédia en anglais intitulé « SM U-11 (Germany) » (voir la liste des auteurs).